# 发秆嵩草
发秆嵩草（学名：Carex vaginosa）为莎草科薹草属下的一个种。